# Ernst Woermann
Ernst Woermann (* 30. März 1888 in Dresden; † 5. Juli 1979 in Heidelberg) war ein deutscher Diplomat, Mitglied der NSDAP, Botschafter in Nanjing und war Angeklagter beim Wilhelmstraßen-Prozess, wo er zu fünf Jahren Haft verurteilt wurde.

## Leben
Woermann, Sohn des Kunsthistorikers Karl Woermann, studierte nach dem Besuch eines humanistischen Gymnasiums Rechtswissenschaften an den Universitäten Heidelberg, München, Freiburg und Leipzig. Nach Abschluss des Studiums und der Promotion nahm er als Soldat, zuletzt als Oberleutnant am Ersten Weltkrieg teil. Danach war er zunächst im Hamburger Justizdienst und ab 1919 im Auswärtigen Amt tätig. 1920 gehörte er zur Deutschen Friedensdelegation in Paris und zur deutschen Botschaft in Paris, 1925 wechselte er als Gesandter nach Wien. Ab Februar 1929 arbeitete er wieder im Auswärtigen Amt. Nach der Ernennung zum Gesandten Erster Klasse im August 1936 wechselte er im Herbst 1936 an die Botschaft in London, wo er mehrfach den damaligen Botschafter Joachim von Ribbentrop vertrat. Am 1. Dezember 1937 trat Woermann in die NSDAP (Mitgliedsnummer 4.789.453) ein. Am 1. April 1938 wurde Woermann als Nachfolger von Ernst von Weizsäcker zum Ministerialdirektor und in der Stellung eines Unterstaatssekretärs zum Leiter der politischen Abteilung im Auswärtigen Amt befördert. Zeitgleich erhielt er den SS-Rang eines SS-Standartenführers (SS-Nummer 293.540).
Nach den Novemberpogromen 1938 nahm er zusammen mit dem Judenreferenten Emil Schumburg als Vertreter des Auswärtigen Amtes an der von Göring geleiteten Konferenz teil, in der über antijüdische Maßnahmen beraten wurde. Am Ende der Konferenz entließ Göring die Teilnehmer mit dem Hinweis: „Wenn das Deutsche Reich in irgendeiner absehbaren Zeit in außenpolitischen Konflikt kommt, so ist es selbstverständlich, dass auch wir in Deutschland in erster Linie daran denken werden, eine große Abrechnung an den Juden zu vollziehen.“ Woermann selbst beeilte sich auf der Konferenz als erster Wortmelder nach Görings antijüdischen Tiraden, „den Anspruch des AA auf Beteiligung“ an Maßnahmen gegen die Juden anzumelden und zeigte sich am Konferenzende sehr erleichtert über die „Zusage der generellen Beteiligung des AA“.
Woermann schrieb am 1. März 1941 in einer Mitteilung an die Abt. Deutschland, „daß gegen ein Vorgehen gegen ungarische Juden und Juden der Balkanländer keine politische Bedenken bestehen“. Von April 1943 bis Mai 1945 war er als Botschafter des Deutschen Reiches bei der kollaborationistischen Regierung in Nanjing. Nach Kriegsende wurde er interniert. In Asien wurde er noch im Eisenträger-Prozess angeklagt wegen gemeinsamer Fortsetzung der Kriegsaktivitäten nach dem 8. Mai 1945, wurde aber als einer der wenigen freigesprochen.

## Prozess
Im November 1947 wurde Woermann im Wilhelmstraßen-Prozess im Rahmen der Nürnberger Prozesse angeklagt. Ab April 1948 war Marta Unger kurz Co-Verteidigerin unter dem Verteidiger Alfred Schilf von ihren späteren Ehemann. Für die Hochzeit war Woermann vom 20. Dezember 1948 bis 2. Januar 1949 in Freiheit. Ende Mai 1948 übernahm Günther Lummert die Co-Verteidigung von Woermann, der zwischenzeitlich auch für Schilf als Hauptverteidiger eintrat. Woermann wurde für schuldig befunden, Verbrechen gegen den Frieden und gegen die Menschlichkeit begangen zu haben, und im April 1949 zu sieben Jahren Gefängnis verurteilt. Die Anklage versuchte, Woermann in seiner Funktion als Unterstaatssekretär und Leiter der Politischen Abteilung des AA eine wesentliche Funktion zu beweisen in der außenpolitischen Begleitung der Angriffskriege gegen die Tschecho-Slowakei, gegen Polen, gegen Dänemark und Norwegen, gegen die Niederlande, Luxemburg und Belgien, gegen Griechenland und gegen Jugoslawien. Woermann war sich zwar nach Ansicht des Gerichts „über die verbrecherischen Pläne nicht im unklaren“ (S. 42), doch reichte dies dem Gericht für eine Verurteilung nicht aus. Nur im Falle Polens konnte eine selbständige Handlungsweise bewiesen werden, als Woermann der slowakischen Regierung über die Gesandtschaft in Bratislava Gebietszusagen für den Kriegsfall mit Polen machen ließ. In seiner abweichenden Stellungnahme, die mit dem Urteil veröffentlicht wurde, stellte Richter Leon W. Powers die Rolle des Außenamtes als nur einer „Förderbahn“ dar, die die Informationen zu den militärischen Operationen im Falle eines Angriffs weitergeleitet hätten (S. 292), und Woermanns Rolle als die eines „Briefeschreibers“ (S. 293), nicht aber als jemand, dessen Tätigkeit auf die Vorbereitung oder Herbeiführung des Angriffskrieges gerichtet war. Die Verurteilung in diesem Punkt wurde im Berichtigungsbeschluss vom 12. Dezember 1949 tatsächlich aufgehoben, auch wenn nun wiederum von einem anderen der drei Richter in einem weiteren Minderheitsvotum nochmals bestätigt, und das Urteil auf fünf Jahre reduziert. Zu seinen Verteidigern gehörten Victor Freiherr von der Lippe und Günther Lummert, die beide in den Kriegsverbrecherfragen engagiert waren, auch für das Deutsche Rote Kreuz der Westzonen und später der Bundesrepublik.
Woermann wurde am 18. Januar 1950 aus dem Kriegsverbrechergefängnis Landsberg entlassen. Über seine weiteren Jahre nach dem Krieg ist wenig bekannt. Am 11. Januar 1970 schrieb der Staatsrechtler und ehemalige Nationalsozialist Ernst Forsthoff in sehr vertrautem Ton an Carl Schmitt „in alter Verehrung“ über W., es gehe ihm gut.